# Gian Paolo Dallara

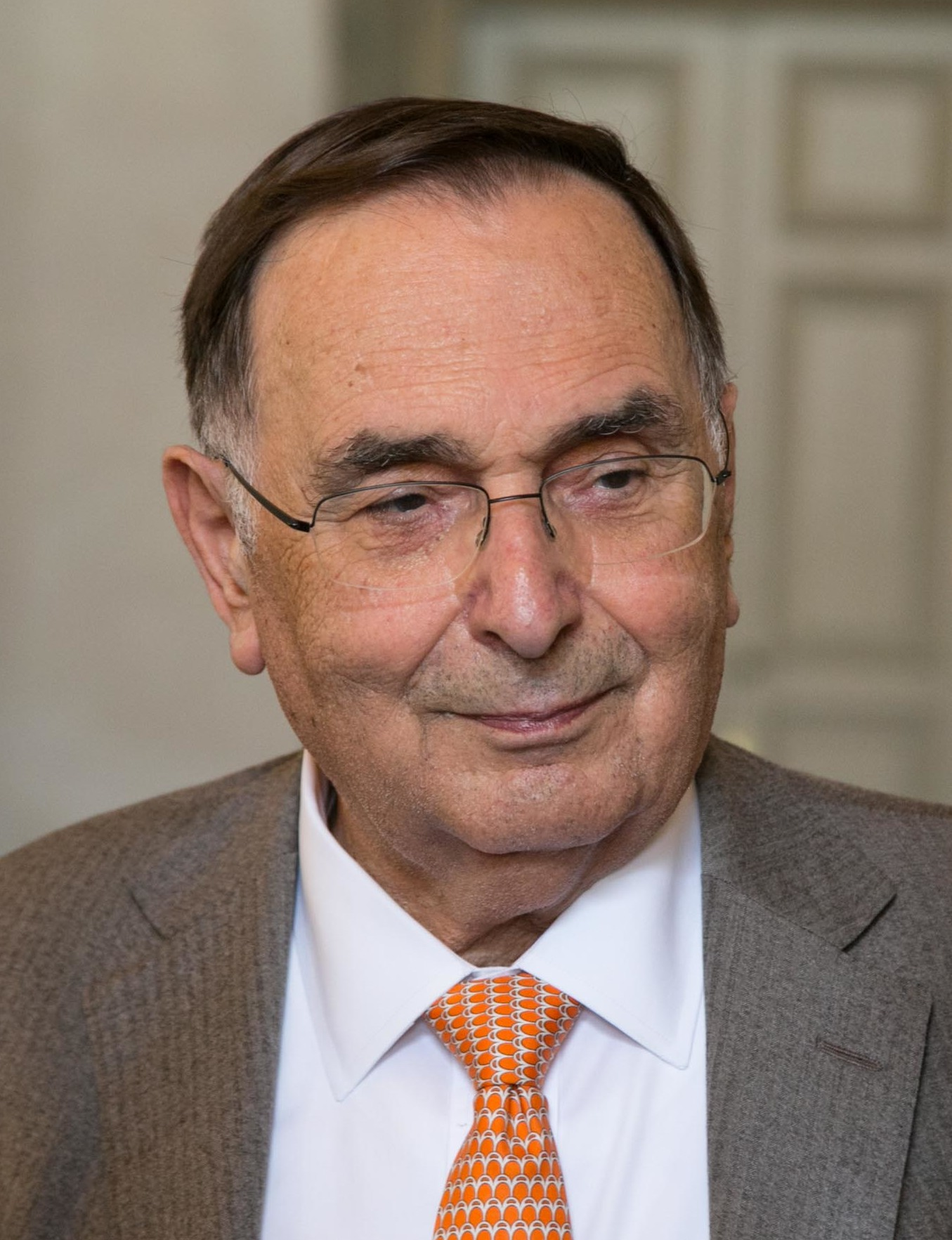
Gian Paolo Dallara (2016)

Gian Paolo Dallara (* 16. November 1936 in Parma) ist ein italienischer Automobilkonstrukteur und Gründer der Konstruktionsfirma Dallara Automobili.

## Leben
Dallara machte 1959 seinen Abschluss auf dem Polytechnikum Mailand im Bereich Luftfahrttechnik. Anschließend arbeitete er bei den italienischen Autoherstellern Ferrari, Lamborghini, Maserati und De Tomaso. Er war federführend bei der Herstellung des Ferrari 250 GTO. Für Lamborghini konstruierte er 1963 den Prototyp 350 GTV und das darauf basierende Serienmodell 350 GT; später konzipierte er den Espada und den Miura. Er war als Direktor der neuen Fabrik verantwortlich für den Fertigungsablauf der Prototypen.
Ende der 1960er Jahre wechselte Dallara zu De Tomaso. Dort arbeitete er am Design der des von Frank Williams Racing Cars eingesetzten Formel-1-Autos De Tomaso 505. 1972 gründete er in Varano de’ Melegari bei Parma sein eigenes Unternehmen Dallara Automobili. Sein erstes modernes Produkt war ein 1000-cm³-Sport-Prototyp, gefolgt von weiteren 1300er- und 1600er-Prototypen.
1973 wurden Testläufe der Dallara-16V-Motoren im Fiat X1/9 der Scuderia Filipinetti unter Regie von Mike Parkes gemacht. 1975 wurde auf dem Pariser Autosalon eine Rennversion der Gruppe 5 des Fiat X1/9 vorgestellt: der Icsunonove Dallara. Das Auto wurde mit einer GfK-Karosserie ausgerüstet, die Kotflügel und einige Teile des Chassis wurden entfernt. Durch diese Maßnahmen kam man auf ein Gewicht von 690 kg. Die Karosserie wurde bei Bertone entwickelt, die Technik bei Dallara. Der Icsunonove Dallara wurde hauptsächlich bei Bergrennen eingesetzt.
1978 konstruierte Dallara seinen ersten Formel-3-Wagen, welcher im selben Jahr die italienische Meisterschaft gewann. Dallara Automobili war 1986 bis 1992 mit eigenen Chassis bzw. eigenem Team in der Formel 1 dabei. Seit 1997 arbeitet er für verschiedene Teams der Indy-Car-Meisterschaft. Seine Fahrzeuge gewannen 1988, 1999 und 2000 sowie die 500 Meilen von Indianapolis 1998, 1999 und 2001.
2017 wurde mit dem Dallara Stradale im Rahmen seines 81. Geburtstags das erste straßenzugelassene Dallara-Fahrzeug vorgestellt.